# 叶炳汉
拿督叶炳汉；1943年11月4日—），马来西亚政治人物，为马华公会前中委。他也曾担任沙登国会议员（1995－2008）、雪兰莪州议会沙登州议员（1969－1978，1978－1995）。他曾经担任的其他职务也包括雪州马青分团团长、雪州发展局委员、八打灵县议会（现梳邦再也市政厅）县议员、八打灵县酒牌委员会委员、马化合作社董事、沙登埠公民小学董事长等。

## 与林良实的关系
叶炳汉于1990年出任马华副总会长一职，直至1999年党选惨败。他和时任马华总会长林良实的不合已经是公开的秘密，虽然出任了3届的副总会长，却仍然没有被推荐担任任何的部长职。
2005年8月12日，叶炳汉在接受《当今大马》的访问时表示：“他（林良实）带给我政治生涯中所面对过最大的压力，边缘化我的地位，但是这些都已经是往事了。”“如今他已经是历史，不再是党的领袖，而我对他也没有任何的怨恨，或报仇之心。”他表示和林良实的关系，从1990年至林良实下台的2003年之间，都充满矛盾：“1990年至2003年5月之间，我和他存有政治上的分歧，是不争的事实。他无法接受我被基层选为副总会长的事实，也否定了党员的选举权利。”